# Châbles
Châbles (Tsâbyo  en patois fribourgeois) est une localité et une ancienne commune suisse du canton de Fribourg, située dans le district de la Broye.

## Histoire

Vue aérienne (1964)

Situé au dessus du lac de Neuchâtel, le site de Châbles est occupé depuis l'âge du bronze comme en témoigne une nécropole (la plus grande de Suisse), mise à jour entre 1996 et 2000. Le village lui-même fait partie de la seigneurie de Font au Moyen Âge, avant d'être rattaché au canton de Fribourg à partir de 1536. Il subit la peste en 1628, puis est pratiquement totalement détruit par un incendie en 1642. Érigé en grande commune avec Font et Châtillon, Châbles devient une commune par lui-même à partir de 1801.
Le 1er janvier 2017, la commune de Châbles fusionne avec sa voisine de Cheyres  pour former la nouvelle commune de Cheyres-Châbles.

## Géographie
Châbles est située au bord du lac de Neuchâtel.
L'ancienne commune de Châbles mesurait 474 ha. 9,4 % de cette superficie correspond à des surfaces d'habitat ou d'infrastructure, 51,8 % à des surfaces agricoles, 28,1 % à des surfaces boisées et 10,7 % à des surfaces improductives.

## Économie
Le grès coquillier a été exploité à Châbles depuis l'époque romaine. On y a repéré au moins cinq carrières, dont la dernière a été fermée en 1940.

## Population

### Surnoms
Les habitants de la localité sont surnommés lè Matsourå, soit les mâchurés en patois fribourgeois, et lè Diåbyou, soit les diables.

### Démographie
Châbles possède 769 habitants en 2022. Sa densité de population atteint 162,2 hab./km2.
Le graphique suivant résume l'évolution de la population de Châbles entre 1850 et 2008 :